# Barbara Thompson
Barbara Thompson (Oxford, 27 de juliol de 1944 - 9 de juliol de 2022) va ser una saxofonista, flautista i compositora britànica de jazz i fusió jazz-rock. Se la considera una compositora pionera de saxòfon.

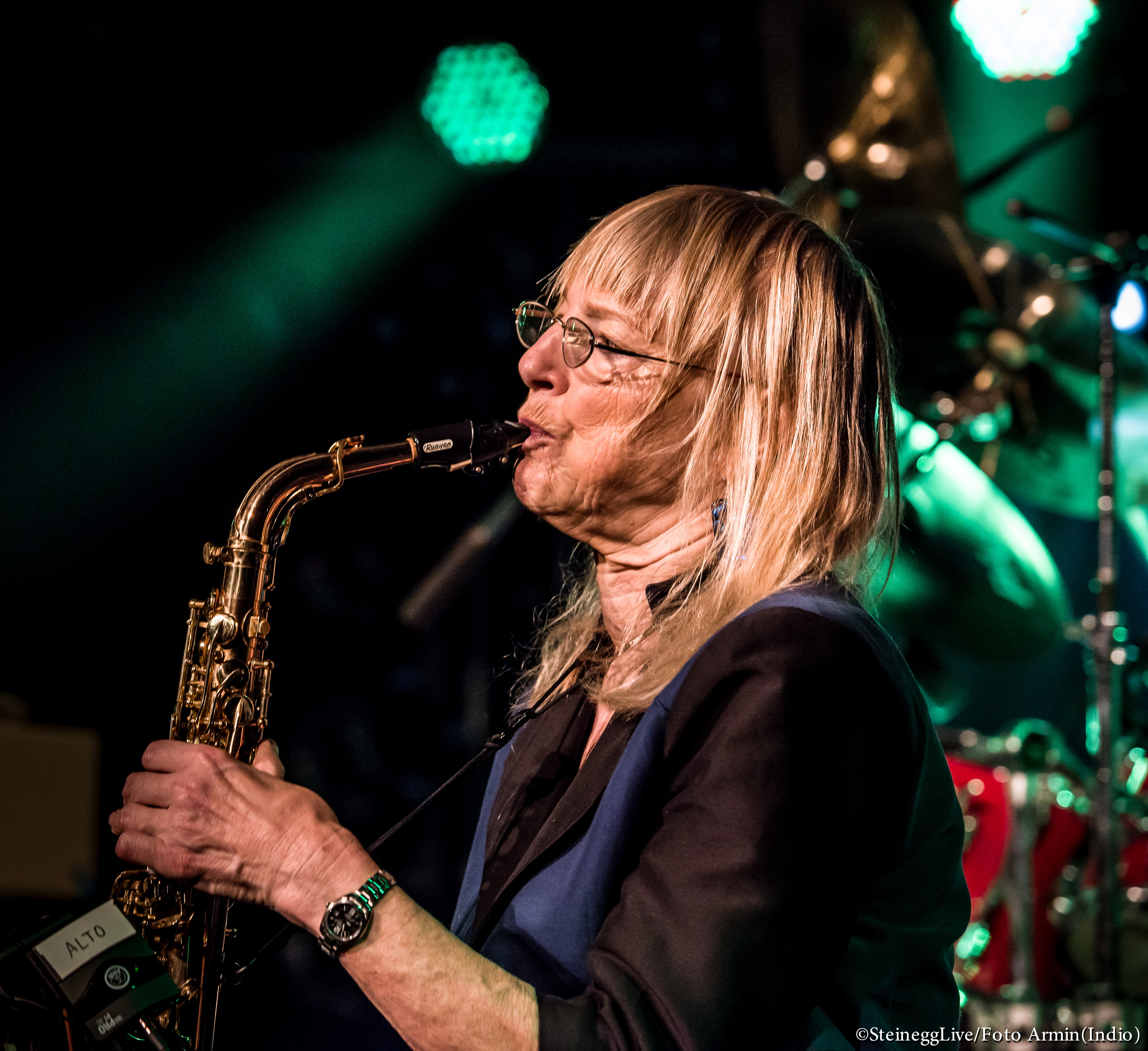
Barbara Thompson 23 d'octubre de 2014

Ha tocat, compost i dirigit nombrosos projectes, entre ells The New Jazz Orchestra, The United Jazz & Rock Ensemble i els seus propis grups: Jubiaba i Paraphernalia. Va cedir el seu so de saxofon als musicals d'Andrew Lloyd Webber, a més d'escriure música per a televisió.

## Biografia
Bàrbara Thompson va créixer amb un inquiet impuls creatiu que la seva educació musical convencional no va poder satisfer. Va ser en descobrir el jazz quan va trobar la llibertat que buscava. Però per a una dona, el món quasi exclusivament masculí dels músics de jazz era un lloc perillós i frustrant. A vegades va ser dur, però, quasi des del principi, va haver-hi una persona que va creure totalment en ella. Junts, ella i el bateria i director d'orquestra Jon Hiseman, el seu marit, van crear el seu propi i ampli món musical.
A tot Europa, el nom de Bàrbara Thompson omplia qualsevol sala de concerts.

### Primers anys i formació
El seu avi patern, William Thompson, era un expert pianista i la seva àvia materna, també era una violoncel·lista consumada.
Després de l'escola primària on va aprendre a tocar la flauta dolça amb cinc anys, va estudiar des de 1955 a 1962 en el Queen's College, un centre privat per a senyoretes a Harley Street on va aprendre clarinet i piano. Durant aquests anys va tocar a la London Schools Symphony Orchestra.
En 1962 es gradua de Batxillerat en Música i Anglès i es matricula en el Queen's Secretarial College. L'any següent treballa com a secretària mentre rep classes de manera privada amb Cliff Townsed amb qui es va inspirar i practicar quatre hores diàries.
El 1964 és acceptada i becada per al curs d'intèrpret en el Royal College of Music on va estudiar clarinet amb Sydney Fell, flauta, piano i composició duarant tres anys. Era l'única estudiant que tocava fora de la universitat i ningú més estudiava tres instruments. També va prendre classes, de manera privada, amb Ronnie Ross, el virtuós saxofonista baríton.

### Carrera professional
Als disset anys, va quedar captivada pel jazz quan un nuvi la va portar a veure a Duke Ellington: "Va ser com si es descorregués el teló i es descobrís un món nou" "I penses..., ja està... He de fer-ho". Va ser Johnny Hodges, el saxofonista alt principal d'Ellington, qui la va inspirar per a dedicar-se al saxòfon.
En maig de 1964 es va unir a la Ivy Benson All Girl Band durant una temporada a l'illa de Man. Mentre estudiava en el Royal College of Music, va tocar amb el grup de pop femení The She Trinity en concerts a l'estranger i al Regne Unit, i va ser telonera de The Who en tres ocasions.
En 1965 es va incorporar a la New Jazz Orchestra de Neil Ardley, on va conéixer a futures lluminàries de l'escena del jazz britànic, com Dave Gelly, Ian Carr, Mike Gibbs, Trevor Watts, Paul Rutherwood, Michael Garrick, Jack Bruce i, el bateria Jon Hiseman. Amb la New Jazz Orchestra va realitzar gravacions intermitents fins a 1978.
Abans de convertir-se en solista, va treballar molt com a multiinstrumentista, seguint els passos de l'incorformista Roland Kirk.  La seva experiència amb la banda de l'espectacle Cabaret en el Palace Theatre de Londres (1967-1968) va ser dramàtica i va jurar tocar música creativa a qualsevol preu. A partir de llavors, va compondre la seva pròpia música i va crear els seus propis grups, l'any 1975. Abans d'aquest any tan important, va treballar amb la banda Bill Le Sage Trio (1969), Don Rendell & Barbara Thompson Quintet (1970), John Dankworth (1974) i amb la Greatest Swing Band In The World (1975)
A partir de 1975, va ajudar a formar el grup de jazz rock United Jazz and Rock Ensemble, un grup de deu músics que incloïa a: Wolfgang Dauner, Ack Van Rooyen, Ian Carr, Kenny Wheeler, Jon Hiseman , Albert Mangelsdorf i Charlie Mariano, i en va formar part fins al 2006. Va liderar Barbara Thompson's Jubiaba un grup de rock llatí de nou músics fins al 1983, i Barbara Thompson's Paraphernalia, en el qual també actuava el seu marit, Jon Hiseman.
En 1978 coneix i treballa per primera vegada amb Andrew Lloyd-Webber. Aquesta relació musical va durar molts anys, gravant i tocant en directe en diverses obres, com Variations, Requiem, Cricket, Cats, Starlite Express & Tell Me On A Sunday.
En 1989 va dirigir la seva big band ocasional, Moving Parts, de dinou músics que va aparéixer en el programa Jazz Parade de BBC Ràdio Two.
Milions de persones de tot el món han escoltat el so del seu inquietant saxòfon interpretant el tema principal de la sèrie de televisió A Touch of Frost.

### Vida personal
En 1964, Bàrbara va ser convidada a ocupar el lloc de saxòfon alt principal a The New Jazz Orchestra, on va conèixer al que seria el seu marit, el bateria Jon Hiseman. Van estar casats des del 1967 fins a la mort d’ell el juny de 2018, pocs dies després d'una actuació a Porgy & Bess a Viena, després d'una operació de tumor. La parella va tenir dos fills, Marcus (1972) i Anna (1975), cantant i compositora coneguda com a Ana Gracey.
Va fundar l'estudi Temple Music amb el seu marit a la seva casa de Surrey el 1982, on vadirigeixen un estudi a més d'ocupar-se de la gestió de les seues diverses activitats musicals.
A principis de la dècada de 2000, va haver de retirar-se dels escenaris després de diagnosticar-se-li la malaltia de Parkinson. En 2005 va reaparéixer en directe gràcies a una medicació especial.
En 1996 va ser guardonada amb el MBE pels seus serveis a la música.

### Mort
Va morir el 9 de juliol, poc abans de complir 78 anys, després de 25 anys de lluita amb el Parkinson.

## Dona pionera, lluitadora i font d'inspiració
Quan va començar a treballar de veritat era l'única dona en el món del jazz i la premsa es va tornar boja."Em feien fotos pertot arreu i vaig tindre molt bona publicitat Era només una noia que tenia 20 anys quan van començar a fixar-se en mi".
Va deixar una rica obra de jazz, fusió i jazz rock, però també es va dedicar intensament a la música clàssica contemporània com a compositora. A banda d'haver estat una virtuosa saxofonista, compositora, multiinstrumentista, directora d'orquestra i líder de banda a seva perseverança en un camp que ha sigut històricament dominat per homes
Coneguda pel seu talent com a saxofonista i compositora, és reconeguda per la seva contribució al jazz i el seu paper en la promoció de la música de dones en la indústria.
La seva lluita i perseverança en un camp que ha sigut històricament dominat per homes, ha inspirat a altres dones a seguir els seus somnis en la música, com Kim Cypher que reconeix que va ser qui  “va despertar el meu entusiasme allà pels anys 80, encenent la meva passió i adonant-me que podia seguir i aconseguir els meus somnis musicals”; Jess Gillam diu que és "una de les dones i saxofonistes més inspiradores que ha conegut"; per Alyn Shipton: "Barbara va ser una de les persones més valentes que he conegut en la meva vida". The Jazz Journal va dir: "En realitat era una de les millors músiques i compositores de jazz del món".

## Discografia
Solo
- 1978 - Barbara Thompson’s Jubiaba
- 1982 - Mother Earth
- 1986 - Heavenly Bodies
- 1990 - Songs From The Center Of The Earth
- 1995 - Barbara Song, Barbara Thompson and the Medici String Quartet

Paraphernalia
- 1978 - Paraphernalia
- 1979 - Wilde Tales
- 1980 - Paraphernalia Live
- 1983 - Jazz-London 27 (/ 28)(/ The Martin Taylor Trio)
- 1984 - Pure Fantasy
- 1985 - Live im Berliner Metropol-Theater1988 -
- 1988 - A Cry From The Heart
- 1991 - Breathless
- 1993 - Everlasting Flame
- 1995 - Lady Saxophone
- 1998 - Shifting Sands
- 2000 - Thompson’s Tangos and other soft Dances
- 2003 - In the Eye of a Storm (Compilation)
- 2005 - Chapter and Verse, The Best of Barbara Thompson’s Paraphernalia
- 2007 - Never say goodbye
- 2015 - The Last Fandango
- 2020 - Bulletproof, Barbara Thompson’s Paraphernalia With National Youth Jazz Orchestra

## Composicions
Barbara va publicar la seva primera composició, una peça per a flauta i piano, quan encara estava a la facultat de música.